# Suzuki Swift
De Suzuki Swift is een wagen uit de economyklasse van het Japanse automerk Suzuki. In 1983 ging de wagen voor het eerst in productie onder de naam Suzuki Cultus. Vanaf de tweede generatie, die in 1989 in productie ging, wordt de naam veranderd naar Swift. 

## Eerste generatie (1983-1989)
De Suzuki Cultus werd voor het eerst aan het publiek voorgesteld tijdens de 25e Tokyo Motor Show. Suzuki had deze wagen in eerste instantie ontworpen voor de Japanse markt maar door een alliantie met General Motors werd deze wagen ook onder andere namen verkocht, zoals de Chevrolet Sprint in Noord-Amerika en de Holden Barina in Australië. De Sprint werd ook geleverd met een 1.0 liter driecilinder turbo motor met 80 pk JIS.

In Nederland werden de eerste Swift modellen geleverd op kenteken "sa310" (driecilinder 1.0 liter 50 pk) en sa413 (viercilinder, 1.3 liter 67/73 pk GL/GS), later werd dit veranderd naar gewoon Swift. Ze zijn geleverd als drietraps automaat of als handbak met vijf versnellingen, wat vrij uniek was voor dit segment auto's. Deze modellen werden in de volksmond "mk1" genoemd, waarbij er nog onderscheid was tussen de phase 1 en phase 2, respectievelijk geleverd tussen 1983 tot 1986 en 1986 tot 1989. In 1986 werd ook het GTi model geïntroduceerd dat een 1.3 liter motor met zestien kleppen en dubbele bovenliggende nokkenassen had. Deze motor leverde 101 pk wat voor die tijd een hele goede prestatie was.

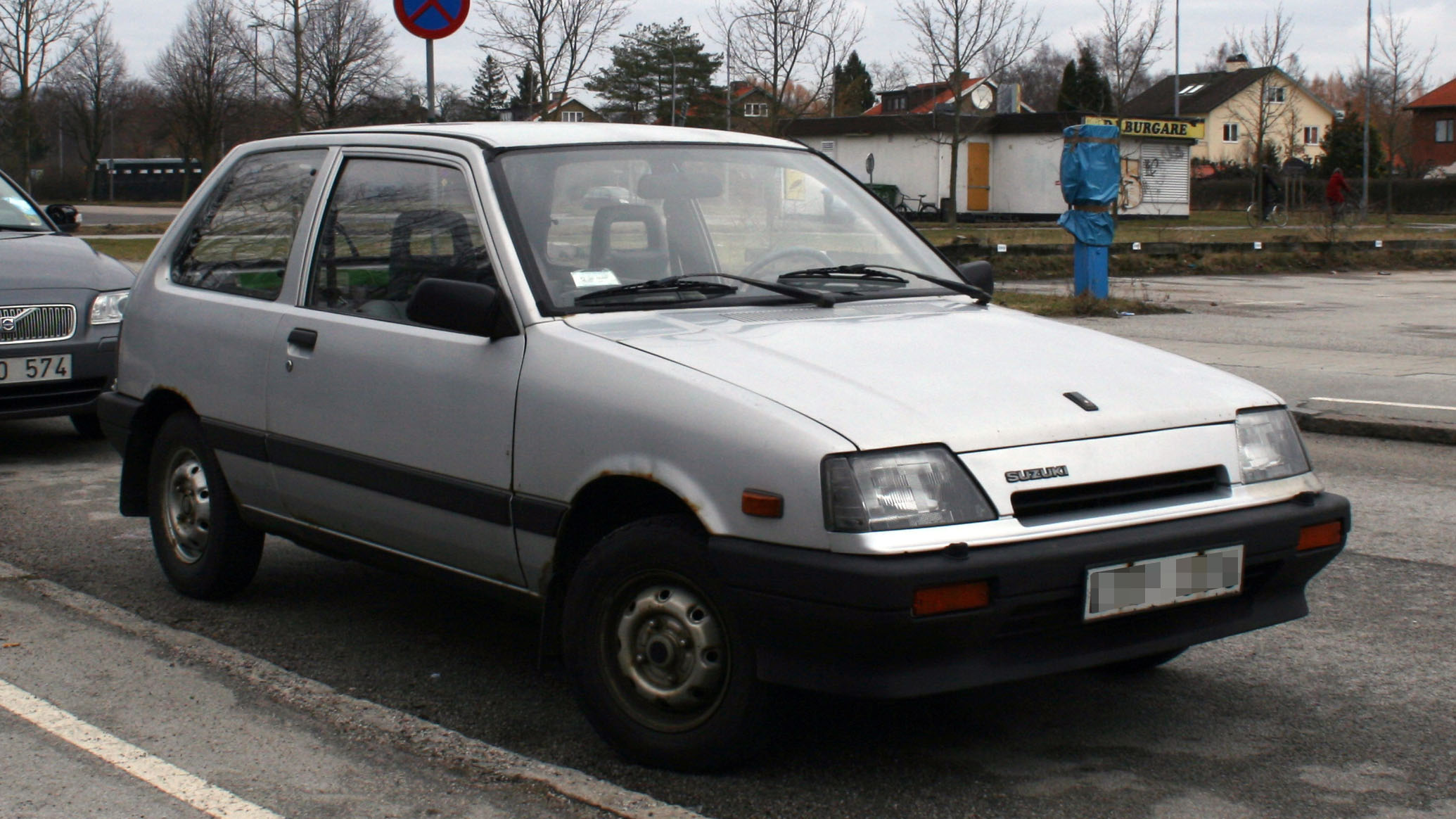
Eerste generatie

## Tweede generatie (1989-1995)
De tweede generatie werd in wereldpremière voorgesteld in Japan in september 1988 en op de European Motor Show Brussels in 1988 volgde de Europese première. Zowel voor de Europese als voor de Noord-Amerikaanse markt werd voor de naam Suzuki Swift gekozen maar in Japan bleven ze vasthouden aan de naam Cultus. Ook bij de tweede generatie was er een 1.3 GTi die in Japan zelfs 115 pk had, maar op de Europese en Amerikaanse markt was enkel de versie met 110 pk leverbaar. 

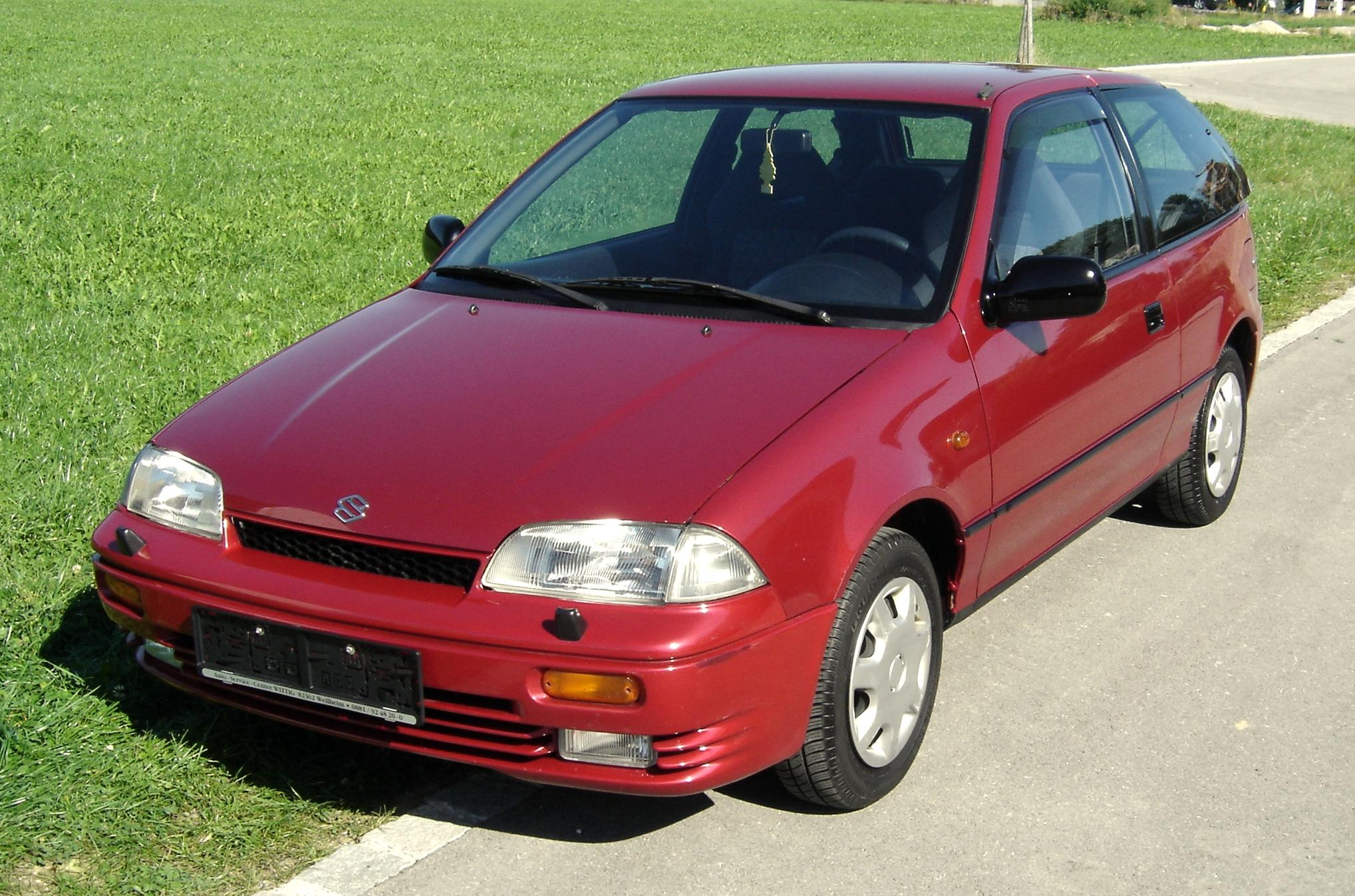
Tweede generatie

## Derde generatie (1996 - 2000)
In 1996 kreeg de auto een facelift waarbij de richtingaanwijzers werden geïntegreerd in de koplampen in plaats van in de voorbumper. In datzelfde jaar werd het model tevens in Europa aangeboden als de Subaru Justy. Het enige verschil met de Swift was dat de Justy standaard vierwielaandrijving had.

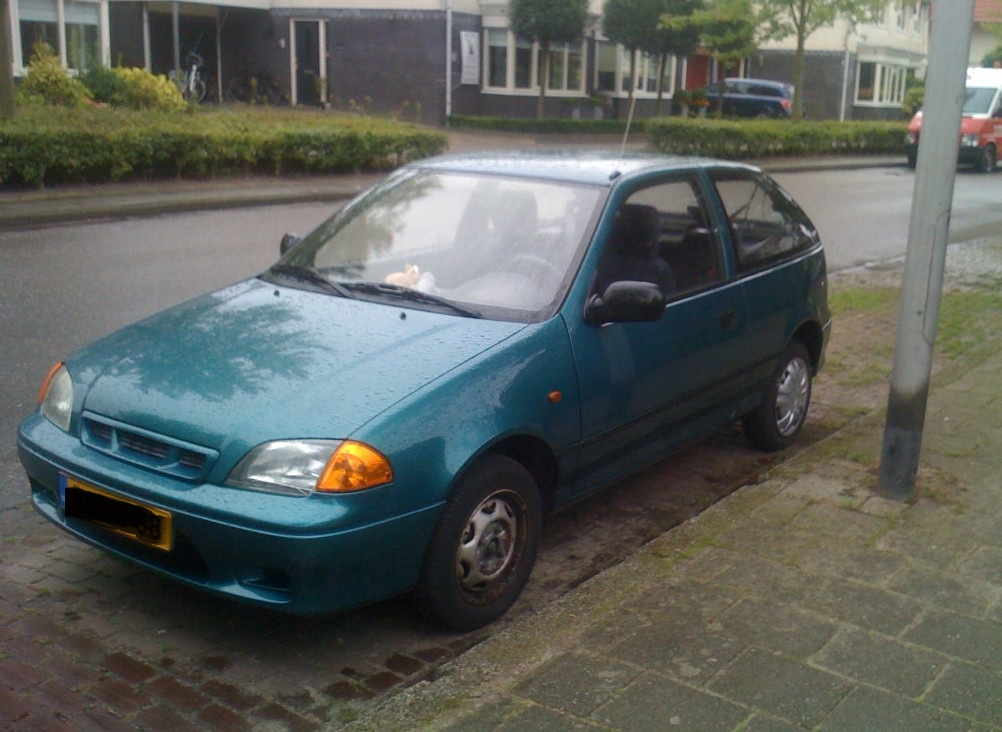
Derde generatie

## Vierde generatie (2000-2003)

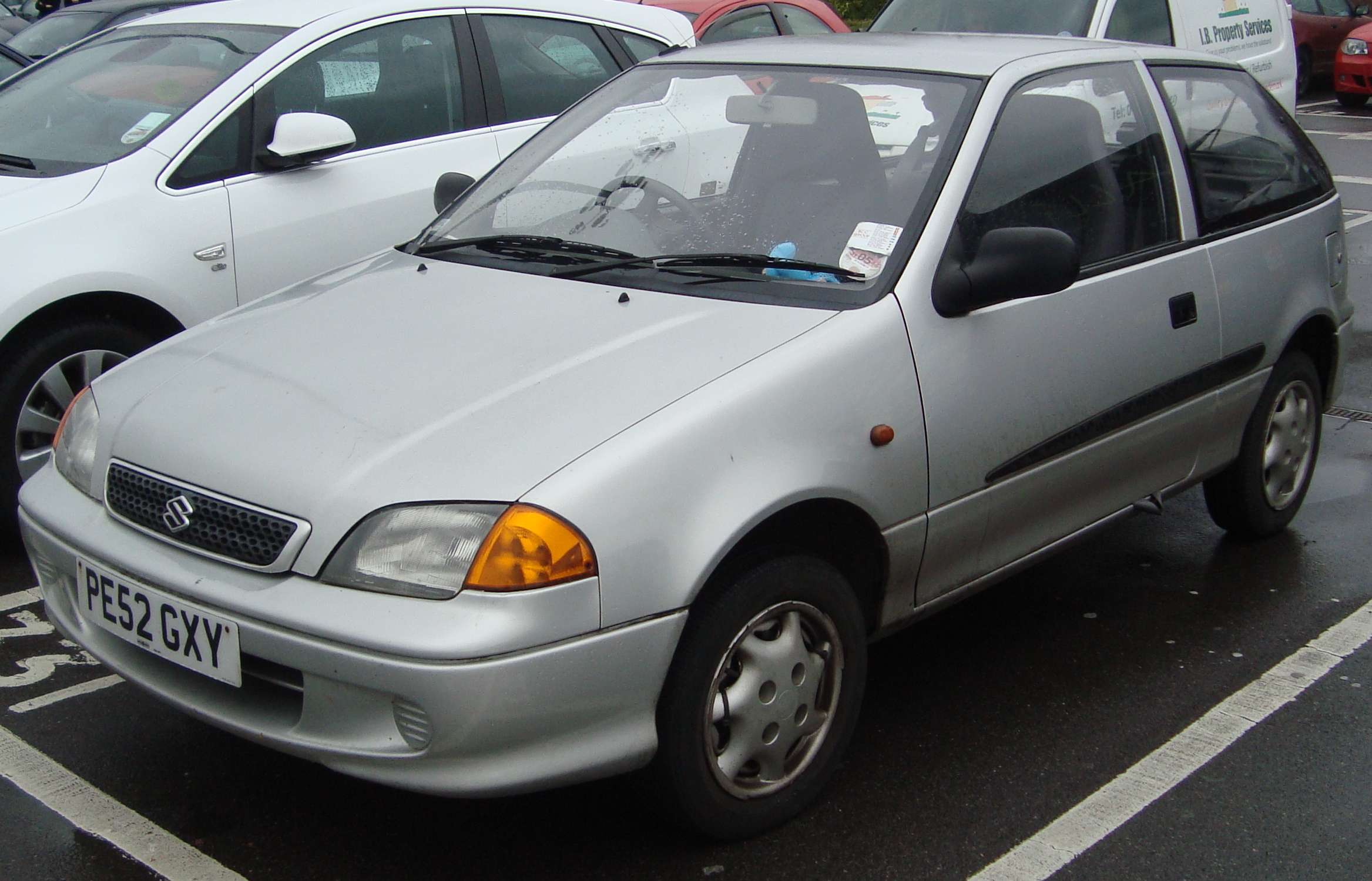
Suzuki Swift 2002, vierde generatie.

In 2001 kreeg deze Swift zijn laatste upgrade waarbij hij een nieuwe voorbumper kreeg met ronde mistlampen. Ook werd hij uitgevoerd met een sterkere 1.3 16v SOHC met 86pk in plaats van de 68 pk achtklepper. Ook kwam er een 1.0 viercilinders met 54 pk in plaats van de gebruikelijke 1.0 driecilinder.

## Vijfde generatie (2005-2016)

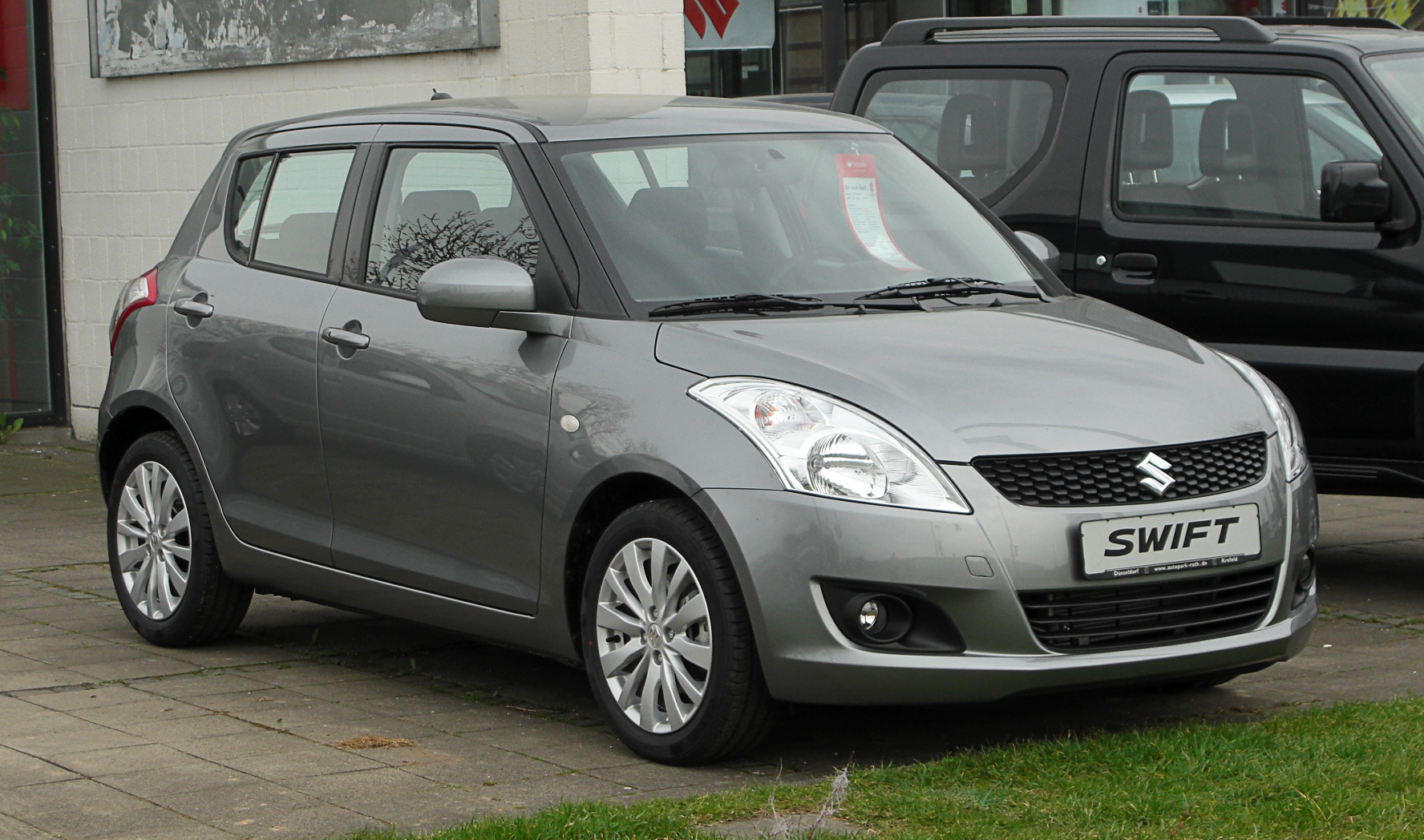
Vijfde generatie na de facelift (2010)

In september 2004 ging de vijfde generatie in première tijdens de Mondial de l'Automobile in Parijs. De vijfde generatie was de eerste generatie waarbij de naam Swift in bijna elke grote automarkt werd gebruikt. In 2010 werd de Swift gefacelift maar was optisch bijna gelijk aan zijn voorganger. Op technisch vlak werd echter geen enkel onderdeel overgenomen van voor de facelift en was hij leverbaar met drie deuren en vijf deuren. 
In 2012 werd de Sport-uitvoering op de markt gebracht die enkel met drie deuren te krijgen was. Deze was voorzien van een 1.6 benzinemotor met 136 pk. Deze ging van 0 naar 100 km/h in 8,7 seconden en bereikte een topsnelheid van 195 km/h. Optisch was de Swift Sport onder meer te herkennen aan de afwijkende koplampen en achterlichten, de dakspoiler, en de afwijkende voorbumper.
In 2014 kreeg de Swift een kleine facelift waardoor hij nu standaard werd uitgerust met L-vormige dagrijverlichting en knipperlichten in de buitenspiegels. De Sport uitvoering was vanaf nu ook leverbaar met vijf deuren. 

### Motoren

#### Benzine
| Type    | Motor    | Motor     | Motor   | Vermogen | Koppel | Jaartal     | Opmerking        |
| Type    | Inhoud   | Cilinders | Kleppen | Vermogen | Koppel | Jaartal     | Opmerking        |
| ------- | -------- | --------- | ------- | -------- | ------ | ----------- | ---------------- |
| 1.3 16V | 1328 cm³ | 4-in-lijn | 16v     | 92 pk    | 116 Nm | 2005 - 2010 |                  |
| 1.5 16V | 1490 cm³ | 4-in-lijn | 16v     | 102 pk   | 133 Nm | 2005 - 2010 |                  |
| 1.6 16V | 1586 cm³ | 4-in-lijn | 16v     | 125 pk   | 148 Nm | 2006 - 2010 | Sport-uitvoering |
| 1.2 16V | 1242 cm³ | 4-in-lijn | 16v     | 94 pk    | 118 Nm | 2010 - 2014 |                  |
| 1.2 16V | 1242 cm³ | 4-in-lijn | 16v     | 90 pk    | 120 Nm | 2014 - 2016 |                  |
| 1.6 16V | 1586 cm³ | 4-in-lijn | 16v     | 136 pk   | 160 Nm | 2012 - 2016 | Sport-uitvoering |

## Zesde generatie (2017-2024)

### Kenmerken
Eind 2016 introduceerde Suzuki de zesde generatie van de Swift. Het model staat op het nieuwe 'Heartect' lichtgewicht-platform dat ook voor de Ignis en Baleno gebruikt wordt. Deze generatie is daarmee lichter dan zijn voorganger. Ook de Swift heeft net als de Ignis en Baleno het Smart Hybrid systeem waarmee remenergie wordt teruggewonnen. De uitrustingsniveaus zijn "Comfort", "Select" en "Stijl" en "Sportline". Daarnaast is de sportievere "Sport" variant beschikbaar met krachtigere motoren en een sportievere afstelling. 

### Motoren

#### Benzine
| Type                        | Motor    | Motor     | Motor   | Vermogen | Koppel | Jaartal    | Opmerking |
| Type                        | Inhoud   | Cilinders | Kleppen | Vermogen | Koppel | Jaartal    | Opmerking |
| --------------------------- | -------- | --------- | ------- | -------- | ------ | ---------- | --------- |
| 1.2 DualJet                 | 1242 cm³ | 4-in-lijn | 16v     | 90 pk    | 120 Nm | 2017-heden |           |
| 1.0 BoosterJet              | 998 cm³  | 3-in-lijn | 12v     | 112 pk   | 170 Nm | 2017-heden |           |
| 1.4 BoosterJet              | 1373 cm³ | 4-in-lijn | 16v     | 140 pk   | 230 Nm | 2018-2020  | Sport     |
| 1.4 BoosterJet Smart Hybrid | 1373 cm³ | 4-in-lijn | 16v     | 129 pk   | 230 Nm | 2020-heden | Sport     |

## Zevende generatie (2024-heden)
In 2025 kwam de zevende generatie op de markt.

### Afbeeldingen

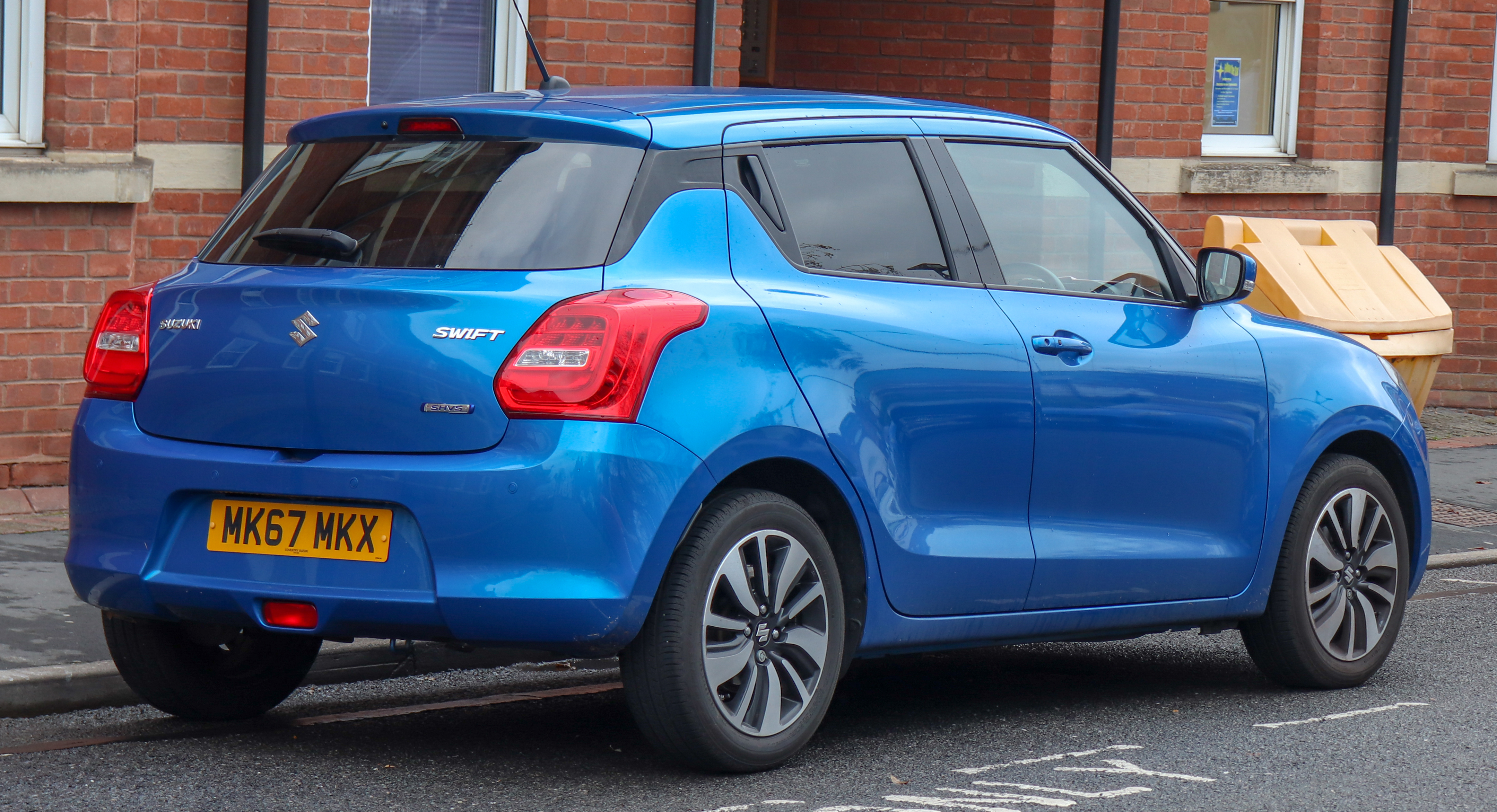
Achteraanzicht
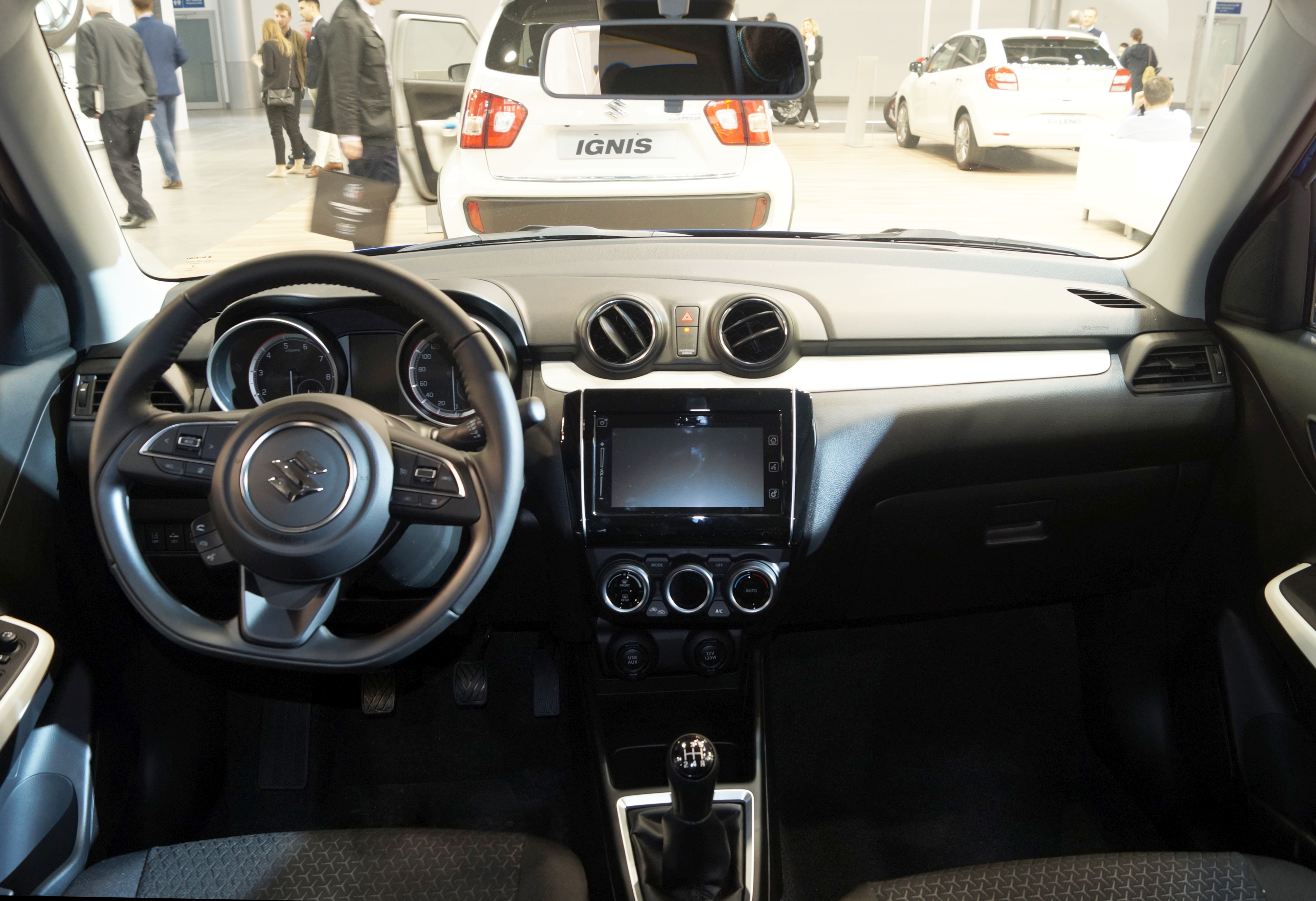
Interieur
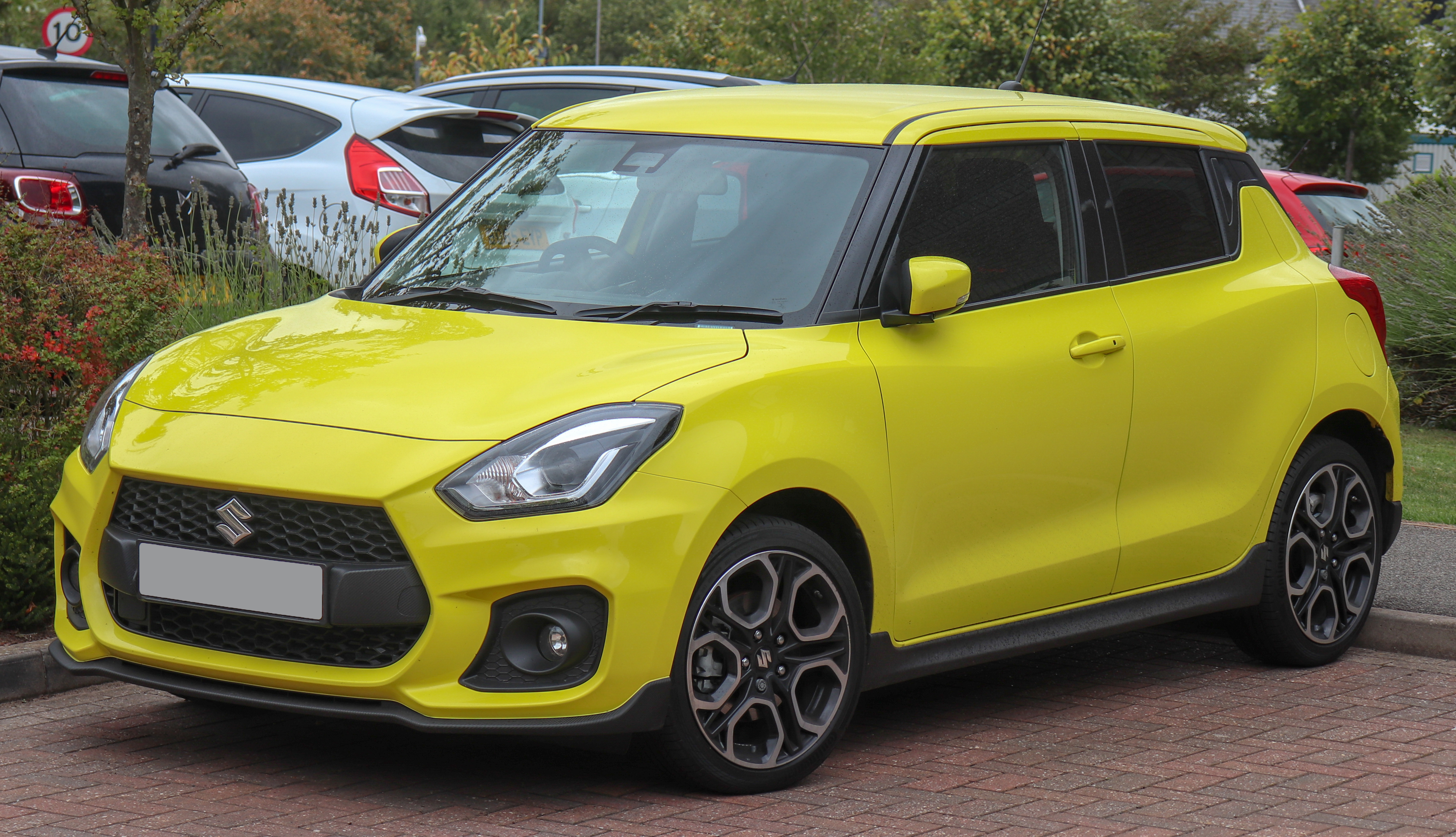
Swift Sport

Huidige modellen Europa:
Across ·
Ignis ·
Jimny ·
S-Cross ·
Swace ·
Swift · 
Vitara

Huidige modellen internationaal:
Alto Lapin · 
APV ·
Baleno ·
Carry · 
Celerio · 
Equator · 
Ertiga · 
Every ·
S-Presso ·
Landy ·
MR Wagon · 
Palette · 
Solio · 
Wagon R

Uit productie:
Cappuccino · 
Cara ·
Cervo · 
Forenza ·
Fronte · 
Grand Vitara · 
Grand Vitara XL-7 · 
Kei · 
Kizashi · 
Liana · 
LJ · 
Mighty Boy · 
Reno ·
SJ/Samurai · 
Splash ·
Suzulight · 
Twin · 
Verona ·
X-90 · 
XL7 · 
Wagon R+

Concept cars:
A-Star · 
Concept-S · 
Ionis ·
Concept Kizashi · 
Concept Kizashi 2 · 
Concept Kizashi 3 · 
Kizashi Apex Turbo ·
Kizashi EcoCharge ·
LC · 
Makai · 
Mom's Personal Wagon ·
Pixy en SCC · 
P.X · 
Q · 
RIII · 
Regina · 
S-Cross ·
Splash · 
Swift S · 
Swift PHEV ·
SXForce ·
X-Head · 
XA Alpha